# 31523 Jessemichel
31523 Jessemichel è un asteroide della fascia principale. Scoperto nel 1999, presenta un'orbita caratterizzata da un semiasse maggiore pari a 2,6383003 UA e da un'eccentricità di 0,0713221, inclinata di 5,35334° rispetto all'eclittica.